# Раґнвальд Шанований
Рагнвальд або Рьогнвальд «Шанований» (давньоскан. Ragnvaldr або Rǫgnvaldr Heiðumhæri) — напівлегендарний конунг Вестфоллу спільно з дядьком і згодом двоюрідним братом Гаральдом Прекрасноволосим, з роду Інглінгів.

## Родовід
- Гудрьод Мисливець, конунг Вестфоллу
  -  Гальвдан Чорний, конунг Вестфоллу (спільно з братом) і Агдеру
    -  Гаральд Прекрасноволосий, король Норвегії
      -  Ейрік Кривава Сокира, король Норвегії** 
      -  Олав Гейрстад-Альв, конунг Вестфоллу (спільно з братом)

    -  Рагнвальд Шанований

## Життєпис
Про нього практично нічого не відомо. В «Колі Земному», в «Сазі про Інглінгів» ісландського скальда Сноррі Стурлусона йому присвячена лише одна коротка, остання частина.
Невідома вся його материнська лінія чи з ким він був одружений.
Єдину згадку про нього має свідчення Сноррі, що саме він замовив Тьодольву з Гвініра «Перелік Інглінгів».